# Television
Television foi uma banda americana de rock formada em 1973 na cidade de Nova York, foi a primeira banda punk a tocar no CBGB abrindo a cena para outras grandes bandas como Ramones, Patti Smith, Blondie e Talking Heads. A banda é considerada influente no meio da música punk e alternativa.

## Historia
Em uma versão anterior a Television chamada The Neon Boys participavam Tom Verlaine (vocal, teclado e guitarra), Billy Ficca (bateria) e Richard Hell (baixo e vocal).
Richard e Verlaine eram amigos de colégio e se mudaram para New York em 1972 após abandonarem o colégio.
No final de 1973 os três mudaram o nome da banda para Television e chamaram Richard Lloyd para ser o segundo guitarrista. O Television foi a primeira banda de punk rock a tocar no CBGB inaugurando o club para os sucessos posteriores como Ramones e Patti Smith Group.
Em 1975 Richard Hell saiu da formação por problemas de relacionamento com Verlaine pois ambos queriam maior posição de destaque na criatividade do grupo, além de Varlaine não aceitar o tema proposto por Richard: Blank Generation, o qual Richard só foi fazer quando pulou para os formou sua própria banda, Richard Hell and The Voidoids onde teve o "papel principal" após passar também pelo The Heartbreakers em 1975 com Johnny Thunders e Jerry Nolan ambos do New York Dolls.
Seu primeiro álbum: Marquee Moon, foi muito bem recebido tanto por críticos como pelo público e ainda hoje o Television é classificado como uma das melhores bandas de todos os tempos graças a este álbum.
O segundo álbum Adventure (1978) não teve o mesmo sucesso em meio a brigas na banda e visões artísticas diferentes dos membros da banda, logo o lançamento deste álbum a banda se separou.
O grupo voltou a tocar junto em 1992 gravando um terceiro álbum chamado Television. Desde então o Television apresenta-se irregularmente em New York e esporadicamente faz alguns shows pelo mundo. A banda esteve no Brasil em outubro de 2005 para três apresentações, uma no Tim Festival no Rio de Janeiro, e outras duas no Sesc Pompéia em São Paulo. Em julho de 2011 a banda retornou ao Brasil para duas apresentações no festival Gig Rock, a primeira em São Paulo no Beco 203 e a segunda em Porto Alegre no Porão do Beco, dias 7 e 8 respectivamente.

## Membros
- Tom Verlaine — vocal, guitarra e teclado
- Richard Lloyd — guitarra
- Richard Hell — baixo, vocal (saiu em 1975)
- Fred Smith — baixo, vocal (entrou em 1975)
- Billy Ficca — bateria
- Jimmy Rip - guitarra

## Discografia

### Álbuns
- Marquee Moon - (1977) RU #28
- Adventure - (1978) RU #7
- The Blow-Up - (1982) (Ao vivo 1978)
- Television - (1992)
- Live at the Academy, 1992 - (2003) (Ao vivo 1992)
- Live at the Old Waldorf - (2003) (Ao vivo 1978)

### Singles
- "Little Johnny Jewel" - (1975)
- "Marquee Moon - Single" - (Abril, 1977) #30 RU
- "Prove It" - (Julho, 1977) #25 RU
- "Foxhole" - (Abril, 1978) #36 RU
- "Glory" - (Julho, 1978)